# Viișoara (Mureș)
Viișoara [viiˈʃoara] (veraltet Hundorf; deutsch Hohndorf, ungarisch Csatófalva) ist eine Gemeinde im Kreis Mureș in der Region Siebenbürgen in Rumänien.
Der Ort Viișoara ist auch unter den ungarischen Bezeichnungen Hundorf und Hondorf, und der deutschen Hohendorf und Hahnendorf bekannt.

## Geographische Lage

Lage der Gemeinde Viișoara im Kreis Mureș

Die Gemeinde Viișoara liegt im Kokeltal (Podișul Târnavelor) in einem südlichen Seitental der Târnava Mică (Kleine Kokel). Am Domald – ein linker Zufluss der Târnava Mică – und der Kreisstraße (drum județean) DJ 142C, befindet sich der Ort Viișoara acht Kilometer nördlich von der Kleinstadt Dumbrăveni (Elisabethstadt) und etwa 45 Kilometer südlich von der Kreishauptstadt Târgu Mureș (Neumarkt am Mieresch) entfernt.

## Geschichte
Der heutige Ort Viișoara entstand durch die Zusammenlegung der beiden Dörfer Hohndorf und Maldorf. Hohndorf wurde nach unterschiedlichen Angaben 1367 oder 1376 und Maldorf 1420 erstmals urkundlich erwähnt.
Archäologische Funde wurden auf dem Gebiet von Hohndorf in die Jungsteinzeit und auf dem Areal von den Einheimischen genannt Pe Platou (Auf der Breite), in die Spätbronzezeit datiert.
Auf dem Gebiet des Ortsteils Domald (Maldorf) wurde eine Urne aus der Römerzeit gefunden.
Unter den Kleinadligen, welche auf dem Gebiet des Gemeindezentrums Grundbesitz hatten, war auch der Mathematiker János Bolyai.
Im Königreich Ungarn gehörte der Ort dem Stuhlbezirk Erzsébetváros in der Gespanschaft Klein-Kokelburg anschließend dem historischen Kreis Târnava-Mică und ab 1950 dem heutigen Kreis Mureș an.

## Bevölkerung
Die Bevölkerung der Gemeinde Viișoara entwickelte sich wie folgt:
| 1850 | 2.780 | 822   | 20 | 1.855 | 83             |
| 1941 | 3.750 | 1.161 | 47 | 2.310 | 232            |
| 1977 | 2.574 | 1.319 | 32 | 1.013 | 210            |
| 1992 | 1.636 | 1.092 | 27 | 115   | 402            |
| 2002 | 1.663 | 1.151 | 47 | 39    | 426            |
| 2011 | 1.659 | 1.008 | 29 | 28    | 594            |
| 2021 | 1.802 | 1.217 | 32 | 52    | 501 (363 Roma) |

Seit 1850 wurde auf dem Gebiet der heutigen Gemeinde die höchste Einwohnerzahl und die der Rumäniendeutschen 1941 registriert. Die höchste Anzahl der Rumänen (1.708) 1956, der Magyaren (66) wurde 1900 und die der Roma (530) 2011 ermittelt.

## Sehenswürdigkeiten
- Im Gemeindezentrum die evangelische Kirche im 15. Jahrhundert errichtet und mehrere Male erneuert,[9] steht unter Denkmalschutz.[10]
- Im eingemeindeten Dorf Ormeniș (Irmesch), die evangelische Kirche[11] im 16. Jahrhundert errichtet, steht unter Denkmalschutz.[10]
- Im eingemeindeten Dorf Sântioana (Johannisdorf), die schlichte evangelische Kirche,[12] steht nicht unter Denkmalschutz.

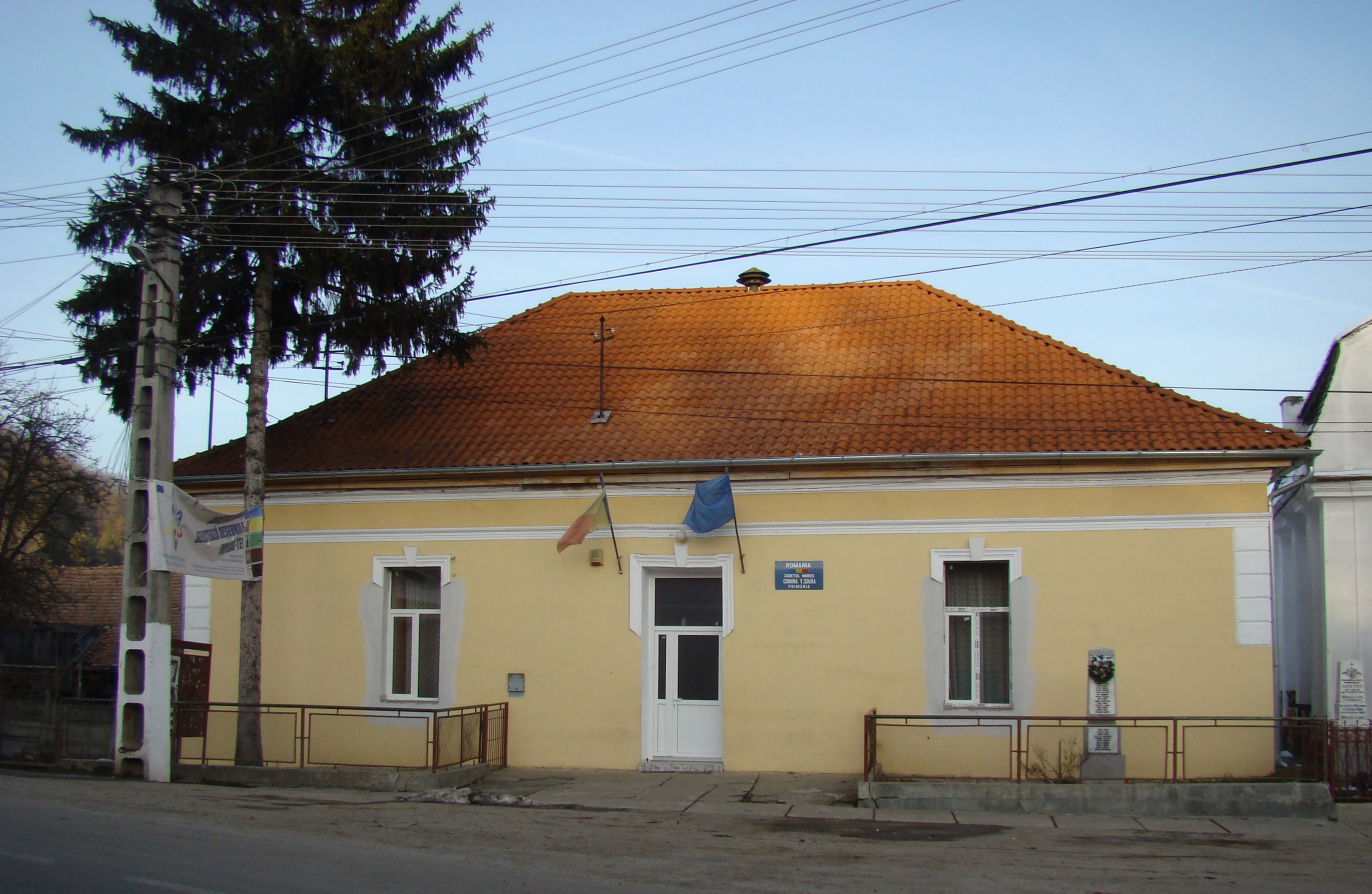
Rathaus
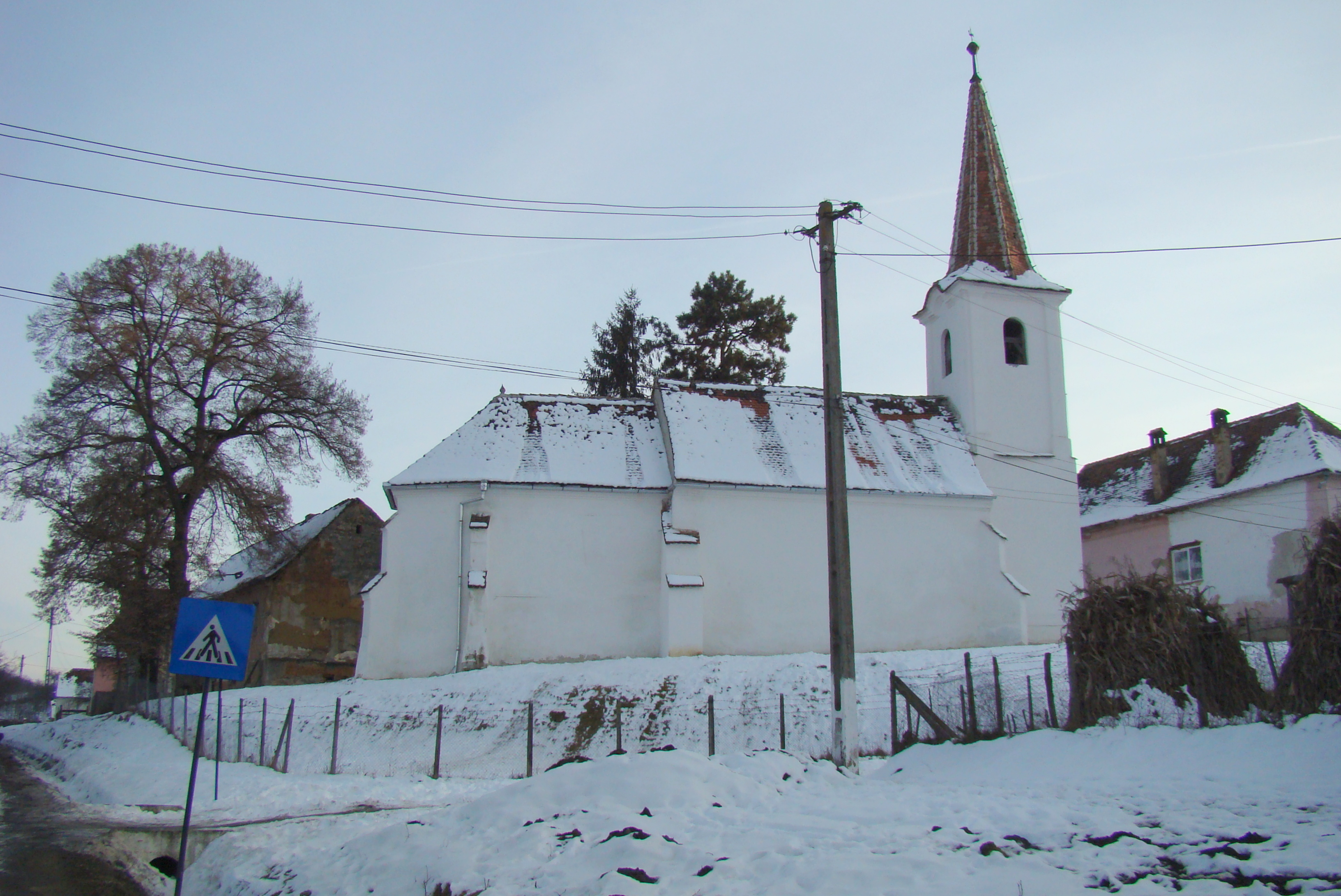
Kirche in Viișoara (Hohndorf)
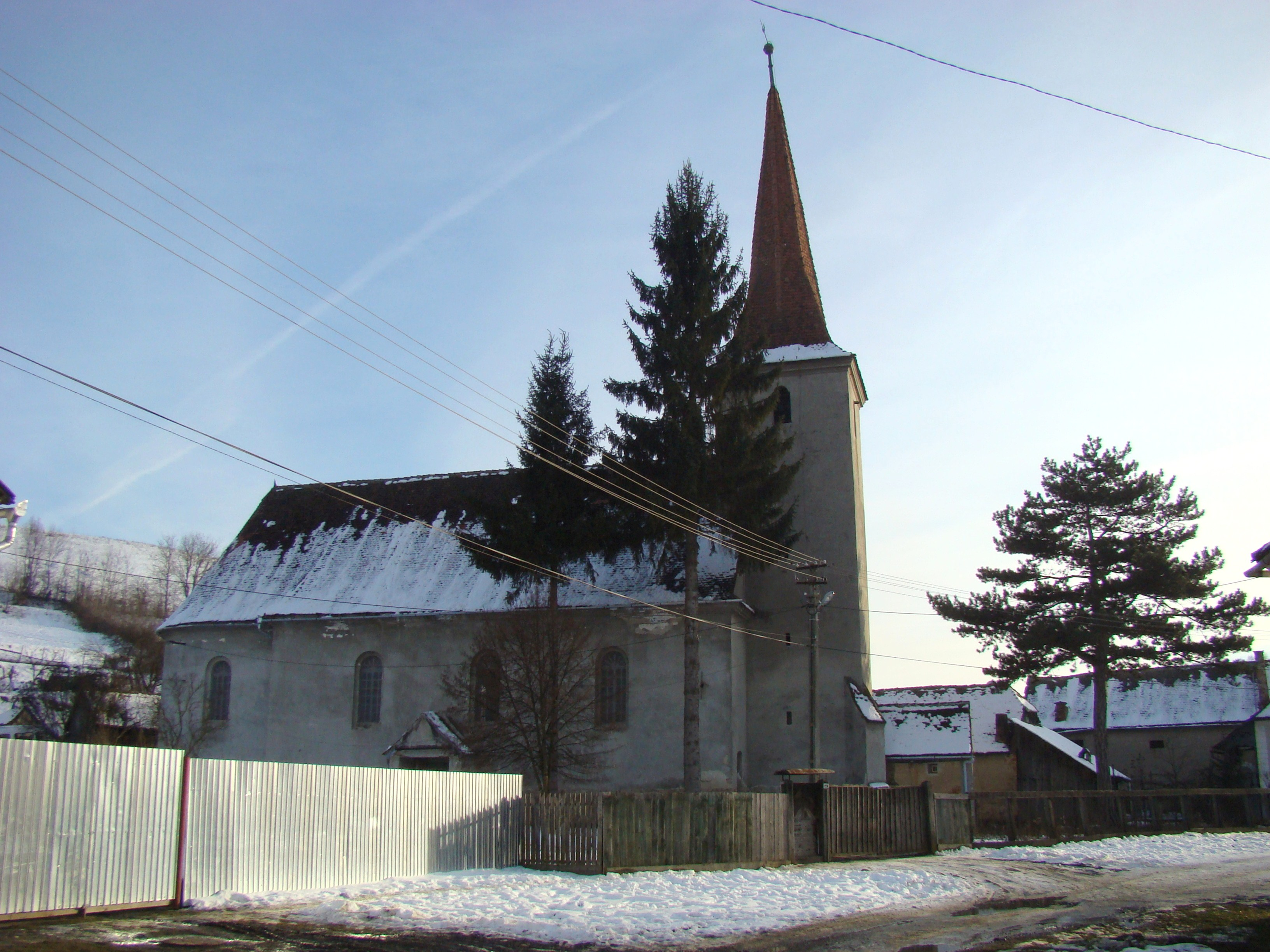
Kirche in Domald (Maldorf)
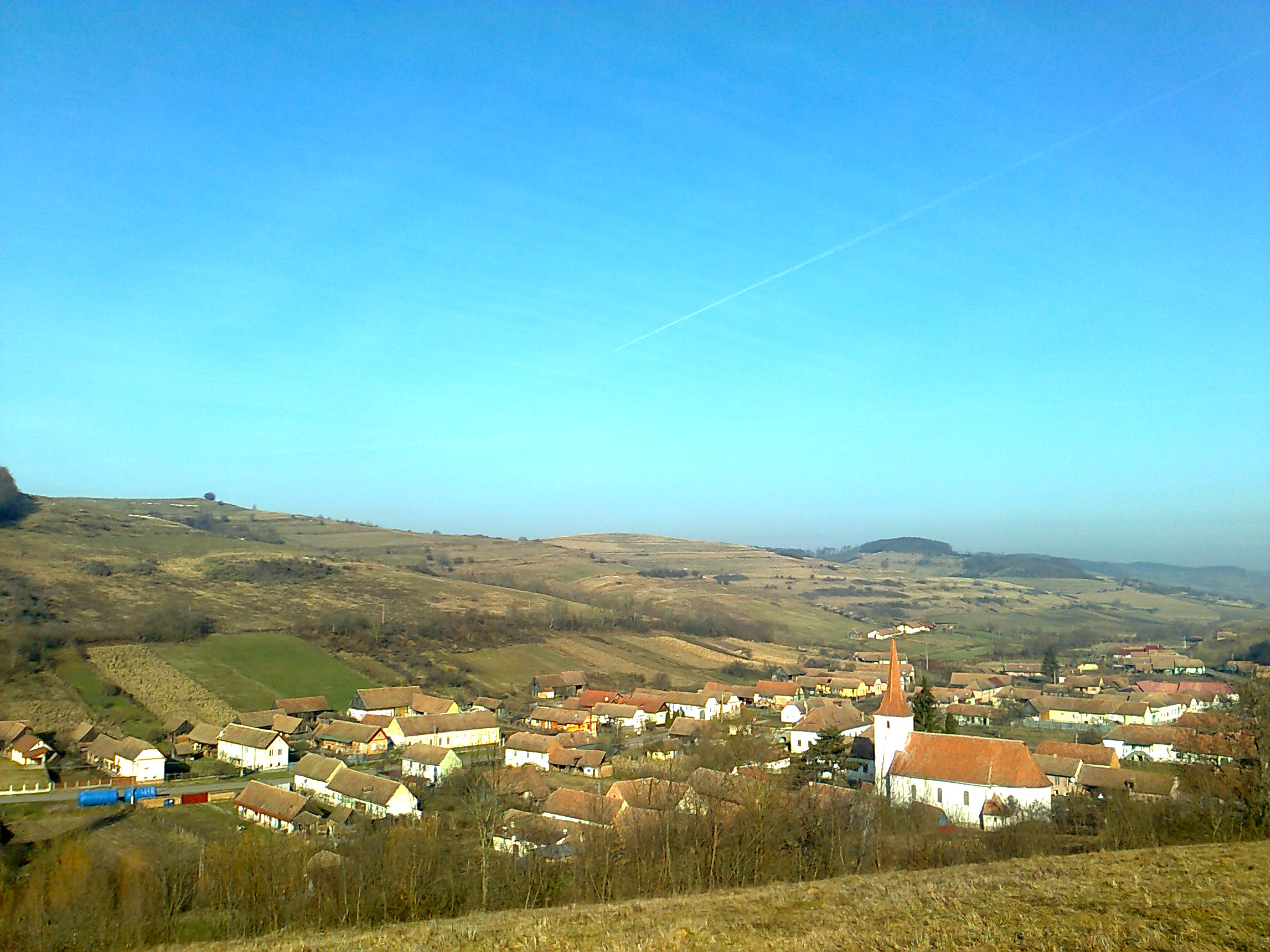
Blick auf den Ortsteil Maldorf/Domald in Viișoara